# 후자경편
《후자경편》(後自警編)는 1700년 조선의 유학자 김창집이 편찬한 자경서이다. 자경(自警)이란 스스로를 경계하여 허물이 생길만한 일을 삼가한다는 뜻이다. 김창집은 조선의 사대부와 얽힌 야사나 각종 기록, 비문 등에서 자경이 될 만한 문구를 가려 뽑아 편찬하였다.

## 저자
김창집은 조선 중기의 유학자이자 문신으로 노론의 영수였다. 경종 시기 훗날 영조가 되는 연잉군을 왕세제로 책봉하도록 하였으며 연잉군의 왕세제 책봉이후 노론이 정국을 좌우하게 되자 김창집은 연잉군의 대리청정을 주장하였다. 그러나 김창집의 이러한 주장은 역풍을 맞아 역적으로 몰리게 되었고 김창집은 영의정 직을 사퇴하며 위기를 모면하고자 하였으나 결국 죽임을 당하였다.

## 편찬
《후자경편》은 송나라 조선료(趙善璙)가 저술한 《자경편》의 속편이라는 의미이다. 조선료의 《자경편》은 송나라 시기 여러 문인들의 스스로을 경계하는 말과 글을 묶은 일종의 인용집이다. 성리학을 국가 이념으로 삼은 조선은 《자경편》을 중요한 수신 자료로 삼았고 1684년 소론의 영수였던 박세채가 조선료의 《자경편》과 주희의 《팔조명신언행록》을 합한 《신수자경편》을 편찬하기도 하였다. 노론의 영수였던 김창집은 송나라 시대의 언행이 아니라 조선 유학자들의 언행을 모아 1700년 무렵 《후자경편》을 편찬하였다.

## 내용
《후자경편》은 학문과 식견, 기량, 몸가짐, 성실한 태도 등의 수신에 해당하는 내용들을 유명 인사들이 남긴 말과 글을 인용하여 강조하고 있다. 또한 군자와 소인의 구분과 같은 당시 붕당 정치의 주요 사안들도 다루고 있다. 책의 목차는 소론 영수 박세채의 《신수자경편》을 크게 의식하고 있다.
- 권1 : 학문(學問) 견식(見識)
- 권2 : 기량(器量) 정심(正心) 검신(檢身, 몸가짐) 성실(誠實) 조수(操守, 지조를 지키는 일) 정력(定力, 마음을 한 데 모으는 힘)
- 권3 : 청렴(淸廉) 검약(儉約)
- 권4 : 충의(忠義) 공정(公正)
- 권5 : 덕망(德望) 득체(得體, 체면 유지) 강독(講讀) 간쟁(諫諍, 임금에게 아뢰어 뜻을 다툼) 경직(勁直, 뜻을 굽히지 않음)
- 권6 : 효우(孝友, 효도와 우애) 교자손(敎子孫 자녀교육) 진친족(賑親族, 친족에게 배풂)
- 권7 : 거처(居處) 교제(交際) 군자소인(君子小人) 약선(樂善, 음식으로 건강을 다스림) 교육(敎育) 후덕(厚德)
- 권8 : 보덕불보원(報德不報怨, 은혜는 반드시 갚되 원한은 보복하지 말라) 제혼장(濟婚葬, 혼례와 장례) 의명(義命, 옳은 일에 목숨을 걸라) 염퇴(恬退, 은퇴) 처우난(處患難, 걱정 근심에 대한 대처) 봉법(奉法, 법률을 받듦) 근신(勤愼)
- 권9 : 재적(財賊) 병(兵) 의론반복(議論反覆) 보응(報應)
- 권10 : 제승(制勝) 통하정(通下情, 아랫사람의 사정을 헤아림) 제인(濟人, 사람들을 구제함) 우민(憂民) 무기호(無嗜好, 취미를 즐기는 것에 대한 경계), 근언어(謹言語, 말을 가려함) 도회(鞱晦, 도광양회) 섭양(攝養, 건강을 지킴) 호생(好生) 우국(憂國)
- 권11 : 천거(薦擧) 용인(用人) 선처사(善處事) 사명(使命) 정사(政事)
- 권12 : 진정(鎭靜, 평상심의 유지) 신(信) 구황(救荒) 구폐(捄弊) 변증(辨證) 송옥(訟獄)